# 三山駅 (京畿道)
三山駅（サムサンえき）は、大韓民国京畿道楊平郡にある、韓国鉄道公社(KORAIL)中央線の駅である。2011年12月21日に新線が開通し、旧駅と別の場所に移転された。一部のムグンファ号が停車する。

## 駅構造
- 島式ホーム2面4線の高架駅。

## 歴史
- 1965年12月7日：判垈駅として開業。
- 2001年9月8日：信号場に変更。
- 2008年3月10日：無配置簡易駅として駅に昇格。
- 2011年12月21日：現在地に駅移設。
- 2012年9月25日：龍門駅 - 西原州駅間の新線が全通。
- 2013年11月20日：三山駅に改称[1]。

## 隣の駅
韓国鉄道公社
中央線 
楊東駅 - 三山駅 - 西原州駅